# Louvil
Louvil [luvil] est une commune française située dans le département du Nord, en région Hauts-de-France. Elle forme avec quatre autres communes une petite agglomération, l'unité urbaine de Cysoing, qui appartient à l'aire urbaine de Lille.

## Géographie

### Localisation
Louvil est située dans la Pévèle au sud de Lille, dans une campagne calme et verdoyante entre Cysoing et Templeuve-en-Pévèle et la commune de Bouvines, célèbre pour sa bataille ou Genech.
Louvil n'était à l'origine qu'une portion du territoire de Cysoing, et faisait partie, comme Cysoing, de la Pévèle.
Le village de Louvil, limité au Nord et à l'Est par le territoire de Cysoing, au midi par le Courant d'eau dit "Le Long Fossé", qui sépare Louvil de Templeuve et aboutit à la Marque; à l'Ouest par la Marque (rivière).

### Communes limitrophes
| Péronne-en-Mélantois |        | Cysoing |
|                      | Louvil |         |
| Templeuve-en-Pévèle  |        |         |

### Topographie, géologie
Une grande partie de Louvil était formée, jadis, de bois, de pâtures, et de marais. Le reste était en "couture" comme on disait alors, c'est-à-dire en terres labourables.
Au point de vue géologique, Louvil fait partie de la couche argileuse qui s'étend vers Orchies.
Cette argile formée au tertiaire est même désignée par les géologues sous le nom d'argile de Louvil.

### Hydrographie

#### Réseau hydrographique
La commune est située dans le bassin Artois-Picardie. Elle est drainée par la Marque, le ruisseau de Cysoing, le Zecart et le Courant des Planches,.
La Marque, d'une longueur de 32 km, prend sa source dans la commune de Thumeries et se jette  dans le canal de Roubaix à Wasquehal, après avoir traversé 25 communes.

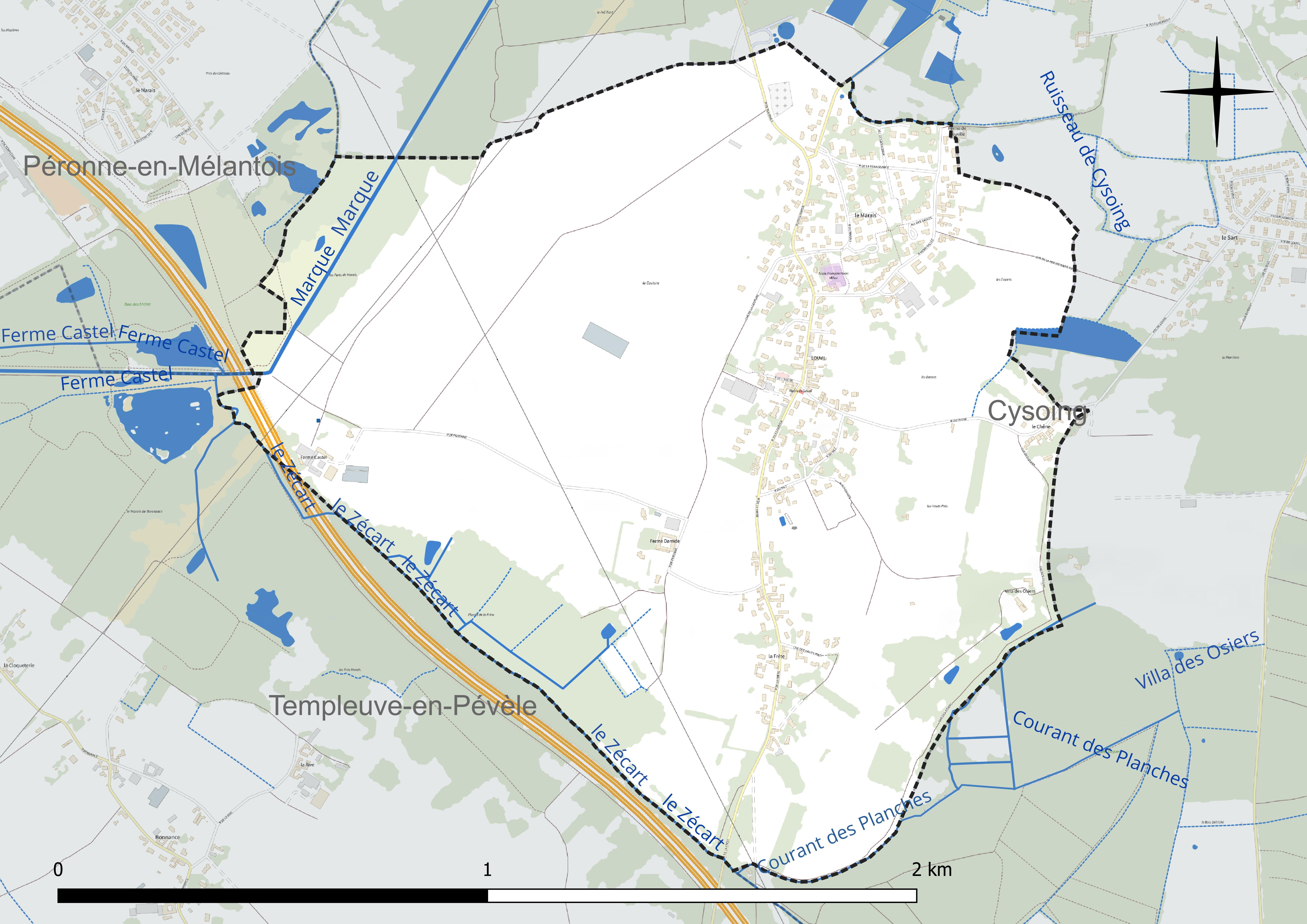
Réseau hydrographique de Louvil.

Le Zécart, d'une longueur de 12 km, prend sa source dans la commune de Bersée et se jette  dans la Marque à Templeuve-en-Pévèle, après avoir traversé six communes.

#### Gestion et qualité des eaux
Le territoire communal est couvert par le schéma d'aménagement et de gestion des eaux (SAGE) « Marque Deûle ». Ce document de planification concerne un territoire de 1 120 km2 de superficie, délimité par les bassins versants de la Marque et de la Deûle, formant une vaste cuvette sédimentaire de 40 km de long et de 25 km de large, où la pente est très faible. Le périmètre a été arrêté le 2 décembre 2005 et le SAGE proprement dit a été approuvé le 9 mars 2020. La structure porteuse de l'élaboration et de la mise en œuvre est la Métropole européenne de Lille.
La qualité des cours d'eau peut être consultée sur un site dédié géré par les agences de l'eau et l'Agence française pour la biodiversité.

### Climat
Pour des articles plus généraux, voir Climat des Hauts-de-France et Climat du Nord.
En 2010, le climat de la commune est de type climat océanique dégradé des plaines du Centre et du Nord, selon une étude du CNRS s'appuyant sur une série de données couvrant la période 1971-2000. En 2020, Météo-France publie une typologie des climats de la France métropolitaine dans laquelle la commune est exposée à un climat océanique et est dans la région climatique Nord-est du bassin Parisien, caractérisée par un ensoleillement médiocre, une pluviométrie moyenne régulièrement répartie au cours de l'année et un hiver froid (3 °C).
Pour la période 1971-2000, la température annuelle moyenne est de 10,6 °C, avec une amplitude thermique annuelle de 14,5 °C. Le cumul annuel moyen de précipitations est de 687 mm, avec 11,5 jours de précipitations en janvier et 8,9 jours en juillet. Pour la période 1991-2020, la température moyenne annuelle observée sur la station météorologique la plus proche, située sur la commune de Cappelle-en-Pévèle à 6 km à vol d'oiseau, est de 11,1 °C et le cumul annuel moyen de précipitations est de 736,6 mm,. Pour l'avenir, les paramètres climatiques de la commune estimés pour 2050 selon différents scénarios d'émission de gaz à effet de serre sont consultables sur un site dédié publié par Météo-France en novembre 2022.

## Urbanisme

### Typologie
Au 1er janvier 2024, Louvil est catégorisée ceinture urbaine, selon la nouvelle grille communale de densité à sept niveaux définie par l'Insee en 2022.
Elle appartient à l'unité urbaine de Cysoing, une agglomération intra-départementale regroupant cinq  communes, dont elle est une commune de la banlieue,,. Par ailleurs la commune fait partie de l'aire d'attraction de Lille (partie française), dont elle est une commune de la couronne,. Cette aire, qui regroupe 201 communes, est catégorisée dans les aires de 700 000 habitants ou plus (hors Paris),.

### Occupation des sols
L'occupation des sols de la commune, telle qu'elle ressort de la base de données européenne d'occupation biophysique des sols Corine Land Cover (CLC), est marquée par l'importance des territoires agricoles (69,6 % en 2018), en diminution par rapport à 1990 (76,3 %). La répartition détaillée en 2018 est la suivante : 
terres arables (64,4 %), zones urbanisées (17,1 %), forêts (13,3 %), prairies (5,3 %). L'évolution de l'occupation des sols de la commune et de ses infrastructures peut être observée sur les différentes représentations cartographiques du territoire : la carte de Cassini (XVIIIe siècle), la carte d'état-major (1820-1866) et les cartes ou photos aériennes de l'IGN pour la période actuelle (1950 à aujourd'hui).

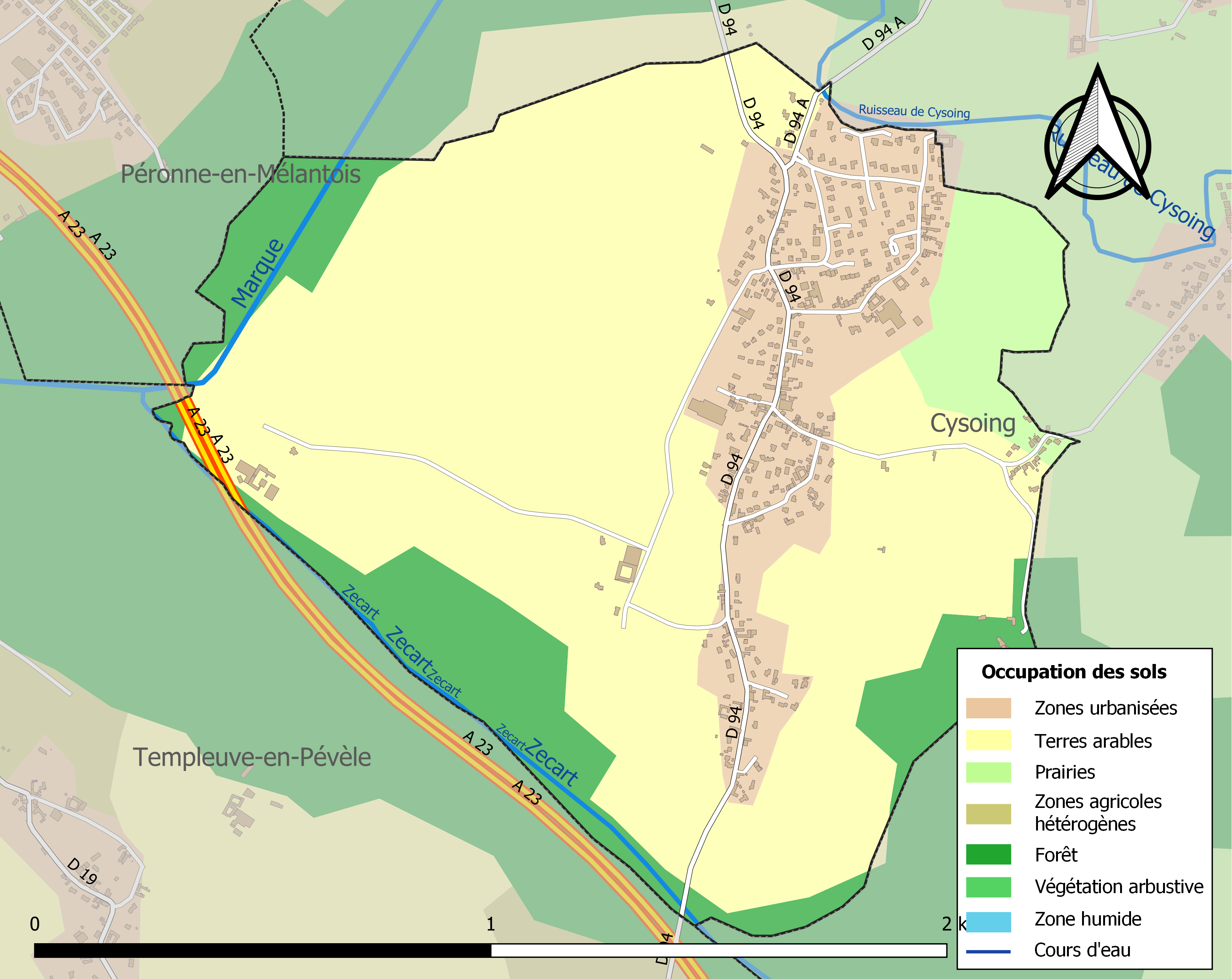
Carte des infrastructures et de l'occupation des sols de la commune en 2018 (CLC).

## Toponymie
Malgré les apparences, le nom de Louvil ne vient pas du mot "loup". Il vient du mot latin: "ovile", qui signifie bergerie. Louvil, dans les temps anciens, fut, en effet, remarquable par l'élevage des moutons et l'importance de sa bergerie.

## Histoire
Louvil, au IXe siècle, faisait partie du "Fisc Royal" de Cysoing, que Louis le Débonnaire donna en dot à sa fille Gisèle, lorsqu'elle épousa le Comte Evrard. Louvil n'était alors qu'une bergerie; "l'ovil", de la "Courte" de Cysoing. Les habitants, s'il en existait, devaient y être très peu nombreux.
Quand le comte Evrard et la princesse Gisèle fondèrent l'abbaye de Cysoing, la terre de Louvil fit partie des biens de la dotation du nouveau monastère. Cette fondation eut lieu vers le milieu du IXe siècle.
À l'époque féodale, Louvil dépendait du seigneur de Cysoing, bien que la terre de Louvil fit toujours partie du domaine de l'abbaye.

## Héraldique
|  | Les armes de Louvil se blasonnent ainsi : « De gueules à une escarboucle d'or percée de sinople. » |

## Politique et administration

### Élections municipales et communautaires

#### Liste des maires
| Période                                  | Période                       | Identité                  | Étiquette | Qualité |
| ---------------------------------------- | ----------------------------- | ------------------------- | --------- | ------- |
| Les données manquantes sont à compléter. |                               |                           |           |         |
| 1802                                     | 1807                          | J. B. Monnier,            |           |         |
| 1881                                     |                               | Jules Damide              |           |         |
|                                          |                               |                           |           |         |
| mars 2001                                | mars 2008                     | Marie-Françoise Seneschal |           |         |
| mars 2008                                | mai 2020                      | Jean-Paul Béarez          |           |         |
| mai 2020                                 | En cours (au 28 juillet 2022) | Vinciane Faber            | EELV      |         |

### Instances judiciaires et administratives
La commune relève du tribunal d'instance de Lille, du tribunal de grande instance de Lille, de la cour d'appel de Douai, du tribunal pour enfants de Lille, du tribunal de commerce de Tourcoing, du tribunal administratif de Lille et de la cour administrative d'appel de Douai.

## Population et société

### Démographie

#### Évolution démographique
L'évolution du nombre d'habitants est connue à travers les recensements de la population effectués dans la commune depuis 1793. Pour les communes de moins de 10 000 habitants, une enquête de recensement portant sur toute la population est réalisée tous les cinq ans, les populations de référence des années intermédiaires étant quant à elles estimées par interpolation ou extrapolation. Pour la commune, le premier recensement exhaustif entrant dans le cadre du nouveau dispositif a été réalisé en 2005.

En 2022, la commune comptait 902 habitants, en évolution de +8,94 % par rapport à 2016 (Nord : +0,51 %, France hors Mayotte : +2,11 %).
| 1793 | 1800 | 1806 | 1821 | 1831 | 1836 | 1841 | 1846 | 1851 |
| ---- | ---- | ---- | ---- | ---- | ---- | ---- | ---- | ---- |
| 480  | 509  | 643  | 564  | 611  | 626  | 734  | 760  | 716  |

| 1856 | 1861 | 1866 | 1872 | 1876 | 1881 | 1886 | 1891 | 1896 |
| ---- | ---- | ---- | ---- | ---- | ---- | ---- | ---- | ---- |
| 682  | 707  | 698  | 737  | 729  | 679  | 643  | 678  | 627  |

| 1901 | 1906 | 1911 | 1921 | 1926 | 1931 | 1936 | 1946 | 1954 |
| ---- | ---- | ---- | ---- | ---- | ---- | ---- | ---- | ---- |
| 590  | 549  | 539  | 501  | 540  | 523  | 494  | 482  | 459  |

| 1962 | 1968 | 1975 | 1982 | 1990 | 1999 | 2005 | 2006 | 2010 |
| ---- | ---- | ---- | ---- | ---- | ---- | ---- | ---- | ---- |
| 510  | 494  | 646  | 674  | 793  | 835  | 816  | 840  | 850  |

| 2015 | 2020 | 2022 | - | - | - | - | - | - |
| ---- | ---- | ---- | - | - | - | - | - | - |
| 813  | 890  | 902  | - | - | - | - | - | - |

#### Pyramide des âges
La population de la commune est relativement jeune.
En 2018, le taux de personnes d'un âge inférieur à 30 ans s'élève à 33,5 %, soit en dessous de la moyenne départementale (39,5 %). À l'inverse, le taux de personnes d'âge supérieur à 60 ans est de 27,3 % la même année, alors qu'il est de 22,5 % au niveau départemental.
En 2018, la commune comptait 432 hommes pour 415 femmes, soit un taux de 51 % d'hommes, largement supérieur au taux départemental (48,23 %).
Les pyramides des âges de la commune et du département s'établissent comme suit.
| Hommes | Classe d’âge | Femmes |
| ------ | ------------ | ------ |
| 0,2    | 90 ou +      | 0,9    |
| 6,2    | 75-89 ans    | 8,7    |
| 18,9   | 60-74 ans    | 19,7   |
| 18,9   | 45-59 ans    | 20,4   |
| 19,6   | 30-44 ans    | 19,5   |
| 15,6   | 15-29 ans    | 11,7   |
| 20,5   | 0-14 ans     | 19,0   |

| Hommes | Classe d’âge | Femmes |
| ------ | ------------ | ------ |
| 0,5    | 90 ou +      | 1,4    |
| 5,3    | 75-89 ans    | 8,1    |
| 14,8   | 60-74 ans    | 16,2   |
| 19,1   | 45-59 ans    | 18,4   |
| 19,5   | 30-44 ans    | 18,7   |
| 20,7   | 15-29 ans    | 19,1   |
| 20,2   | 0-14 ans     | 18     |

### Maire de Louvil

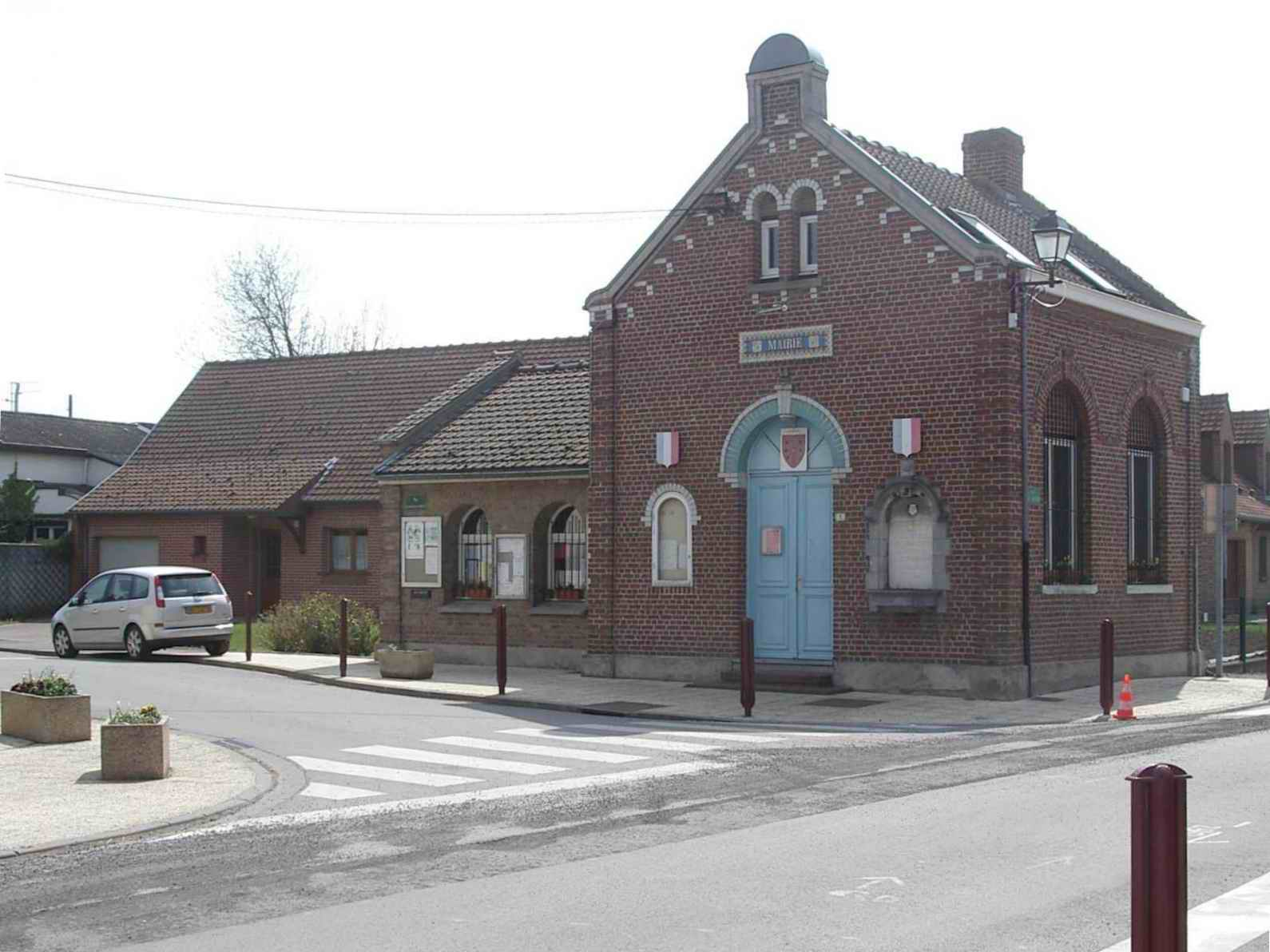
Mairie de Louvil

## Lieux et monuments

### Église Saint-Martin
L'église Saint-Martin se situe au cœur du village. Le chœur de l'église est d'un style gothique et a été construit vers 1550 par l'Abbé Mathias de Barda. La nef et le clocher ont été reconstruits entre 1692 et 1708 sur l'ordre de l'abbé de Cysoing, Antoine Vranx. L'église contient également deux chapelles latérales. La tour porte la date de 1714 et sa flèche est datée de 1717 sur la charpente. L'abside a été rénovée en 1980 avec des pierres modernes.
L'intérieur de l'église et le mobilier sont riches. Cela est dû au fait que l'église Saint-Martin de Louvil appartenait au domaine de l'abbaye de Cysoing. C'est pourquoi on y trouve une grande statue de la Vierge à l'Enfant en bois polychrome du XIVe siècle, un Christ en croix du XVe et un bel autel avec son tabernacle et son retable du XVIIIe.
L'église appartient aujourd'hui à la paroisse de l'alliance nouvelle qui regroupe 9 clochers de la Pévèle et qui dépend du diocèse de Lille.

## Personnalités liées à la commune
- Jean de Landas, dit Jean le Fier, bâtard de Landas (XVe – XVIe siècle), Censier de la Nouvelle Cense.
- David de Landas (1537-1581), descendant du précédent, Lieutenant du Grand Bailli de Cysoing.
- Louis Marga, né en 1898, mort pour la France, fusillé pour faits de résistance le 7 juin 1944
- Ludovic Obraniak, joueur de football au Lille Olympique Sporting Club
- Christian Dubois (1921-2005), fondateur de Castorama.

## Pour approfondir